# 小行星25257
小行星25257（25257 Elizmakarron）是一颗绕太阳运转的小行星，为主小行星带小行星。该小行星于1998年10月发现。

## 轨道参数
小行星25257的轨道半长轴为383 432 385 km（2.5630507 UA），离心率为0.128。